# پیتر گی
پیتر یو حکیم گی (انگلیسی: Peter Joachim Gay) زاده ۲۰ ژوئن ۱۹۲۳ و مرگ به تاریخ ۱۲ مهٔ ۲۰۱۵م، یک مورخ، مدرس و نویسنده آمریکایی بود.

## پیشینه
پیتر یواخیم فرولیش، دریک خانواده یهودی در برلین به دنیا آمد و در سال ۱۹۳۹م، به دنبال قدرت گرفتن حزب ناسیونال سوسیالیست کارگران آلمان، در سن ۱۵ سالگی به همراه خانواده زادگاه خود را ترک کرد. پیتر در سال ۱۹۴۱م، به ایالات متحده مهاجرت کرد و در سال ۱۹۴۶ به تابعیت آنجا درآمد و نام خود را به پیتر گی تغییر داد. علاوه بر سابقه مدیریت کتابخانه عمومی نیویورک؛ پیتر گی بین سال‌های ۱۹۴۸ تا ۱۹۵۵م، در دانشگاه کلمبیا علوم سیاسی و از سال ۱۹۵۵ تا ۱۹۶۹م، تاریخ تدریس کرد. او از سال ۱۹۶۹ تا زمان بازنشستگی در سال ۱۹۹۳م، در دانشگاه ییل استاد ممتاز مدرس بود. او در دوران فعالیت خود بیش از ۲۵ کتاب تألیف کرد که شماری از آنها به شکل گسترده‌ای ترجمه شده و مورد تقدیر قرار گرفته‌اند. در سال ۲۰۰۴م، جایزه انجمن تاریخ آمریکا به عنوان یک دانشگاهی ممتاز به وی تعلق گرفت